# Amtsgericht Münster im Elsass

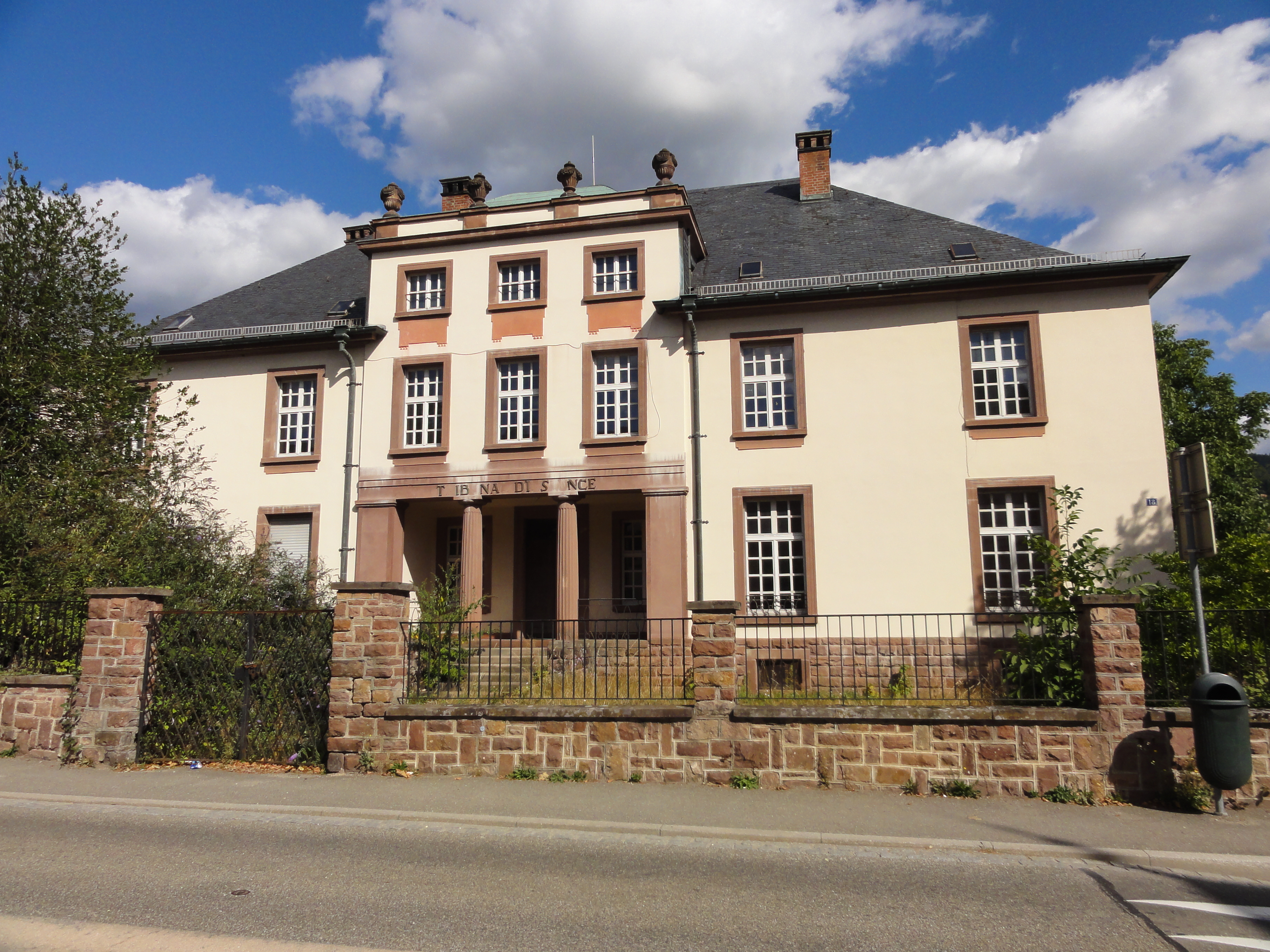
Gerichtsgebäude

Das Amtsgericht Münster im Elsass war ein deutsches Amtsgericht mit Sitz in Münster im Elsass in den Jahren 1879 bis 1918.

## Geschichte
Münster im Elsass war Sitz eines französischen Friedensgerichts. Nach der Abtretung Elsass-Lothringens im Frieden von Frankfurt an das Deutsche Reich 1871 wurde die Gerichtsstruktur mit dem Gesetz, betreffend Abänderung der Gerichtsverfassung vom 14. Juli 1871 und der Ausführungsbestimmung hierzu vom gleichen Tag neu geregelt. Dabei wurden die Friedensgerichte beibehalten.
Im Rahmen der Reichsjustizgesetze wurden 1879 die Friedensgerichte im Reichsland Elsass-Lothringen aufgehoben und Amtsgerichte gebildet. Das Amtsgericht Münster im Elsass war dem Landgericht Colmar nachgeordnet.
Am Gericht bestand 1880 eine Richterstelle. Das Amtsgericht war ein kleines Amtsgericht im Landgerichtsbezirk.
Der Gerichtsbezirk umfasste 1895 den Kanton Münster im Elsass mit 191 Quadratkilometern und 19.148 Einwohnern und 15 Gemeinden.
Nach der Abtretung Elsass-Lothringens an Frankreich nach dem Ersten Weltkrieg wurde das Amtsgericht Münster im Elsass als „Tribunal cantonal Munster“ weitergeführt. Im Zweiten Weltkrieg wurde 1940 von der deutschen Besatzungsmacht die vorgefundene Gerichtsstruktur unter Verwendung deutscher Ortsnamen und Behördenbezeichnungen, hier also wieder als Amtsgericht Münster im Elsass, fortgeführt. Nach dem Zweiten Weltkrieg bestand es als Tribunal d’instance Munster weiter.

## Gerichtsgebäude
Das Gerichtsgebäude wurde im Jahre 1925 errichtet. Seine heutige Adresse ist 18 rue Sébastopol. Es steht unter Denkmalschutz.